# Personaggi di Gravity Falls

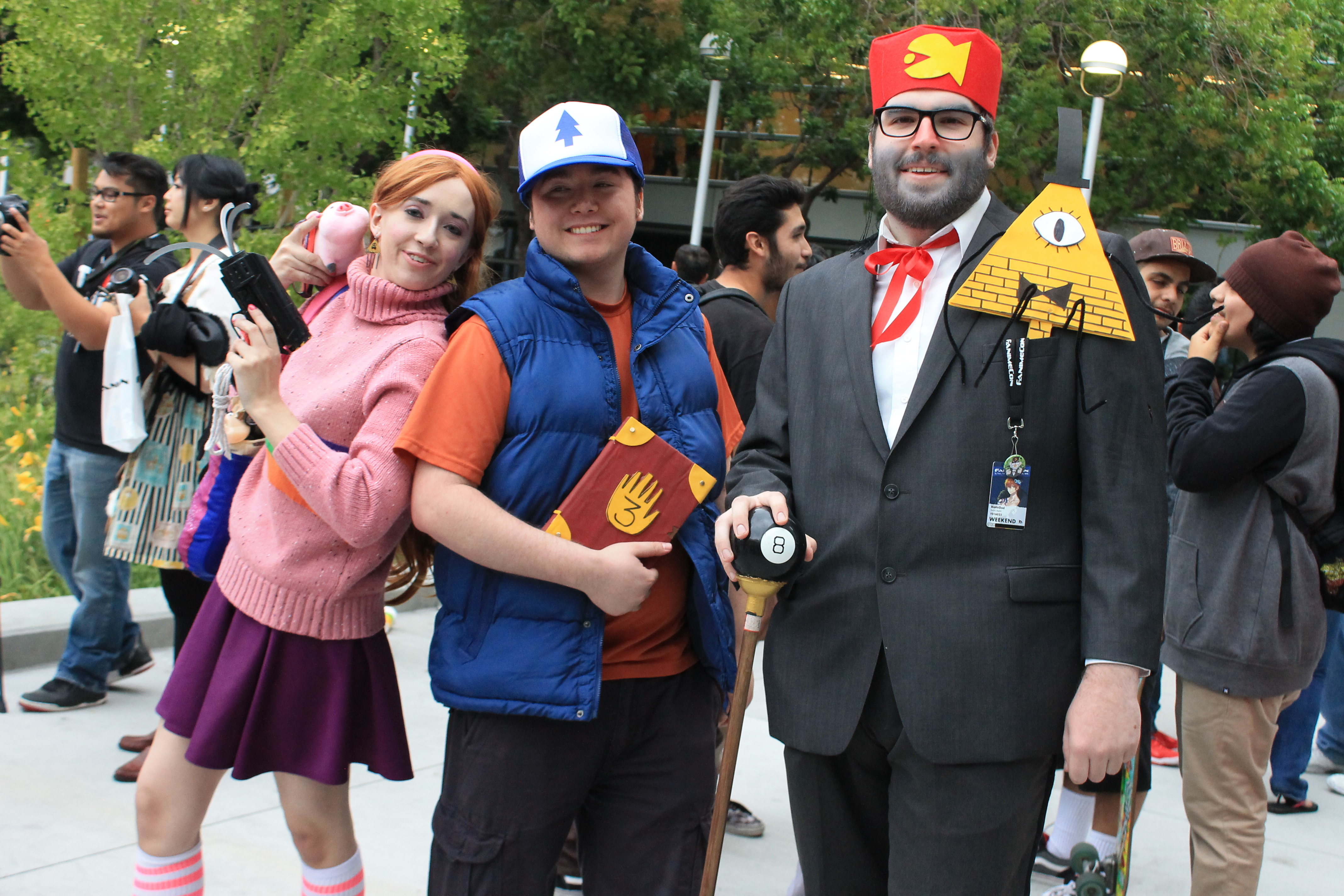
Cosplayer dei personaggi della serie

Qui di seguito sono elencati i personaggi della serie animata Gravity Falls e le rispettive informazioni su di essi.

## Personaggi principali

### Dipper Pines
Mason "Dipper" Pines è un ragazzino di dodici anni, protagonista della serie e fratello gemello di Mabel, più piccolo di lei di soli cinque minuti. Nonostante sia un ragazzino, ha un atteggiamento decisamente più maturo per la sua età, dimostrandosi intelligente, altruista e curioso. Tuttavia, a causa della sua indole timida e delle sue insicurezze, è solito diventare paranoico di fronte ai problemi e a tentare di organizzare tutto in maniera eccessivamente zelante e puntigliose. Inoltre, è iper-protettivo nei confronti di sua sorella Mabel, specialmente con i ragazzi che quest'ultima frequenta. Le vuole un gran bene, al punto che di solito rinuncia ai suoi progetti in suo favore. Ha un'ottima conoscenza di storia, crittografia, chimica, matematica e vari campi della fisica, tanto da riuscire a risolvere complicate equazione sui viaggi del tempo e a conoscere l'alchimia. Nel primo episodio trova casualmente un libro, il Diario #3, scritto da un autore misterioso e che elenca parte dei vari misteri di Gravity Falls, nei quali si imbatte spesso. Dalla prima stagione fino ai primi episodi della seconda stagione ha avuto una grande cotta per Wendy e ha cercato spesso di dimostrarsi più maturo ai suoi occhi data la differenza di età. Riesce a risolvere la situazione con Wendy nell'episodio "Nel bunker", dove si dichiara, ma assieme a Wendy decide che è meglio che rimangano amici, riuscendo subito a superare la delusione e liberandosi di un peso. Però, come si può dedurre dagli eventi di "Attrazione stradale" e di "Oscurmageddon 2: Fuga dalla realtà", pare che non abbia ancora superato del tutto la cotta per la ragazza. Ne "I sosia di Dipper" si scoprirà che Dipper è effettivamente il suo soprannome, derivante dalla peculiare voglia che ha sulla sua fronte che ricorda l'asterismo del Grande Carro (in inglese "Big Dipper", appunto), e non il suo vero nome. Il suo obiettivo era quello di svelare i segreti di Gravity Falls e trovare l'Autore dei tre Diari. È la persona che Bill Cipher riteneva più pericolosa per la buona riuscita dei suoi piani, forse anche più di suo prozio Stanford. All'inizio non sopporta Pacifica poiché prendeva spesso in giro e definiva "strana" Mabel, oltre che per il suo atteggiamento altezzoso e presuntuoso, ma in seguito agli eventi di "Il mistero di Villa Northwest" diventeranno buoni amici. Ford lo ha preparato ad affrontare Bill nell'eventualità che dovessero scontrarsi ancora e perciò è diventato l'apprendista a tutti gli effetti del prozio. Ciò nonostante, Dipper ha deciso di non rimanere a Gravity Falls con Ford ma è ritornato a casa con la sorella. Hirsch inizialmente diede solo un piccolo indizio riguardo al vero nome di Dipper: esso ha qualcosa in comune col nome della sorella Mabel.
Segno zodiacale: l'albero di pino - sul suo cappello.
Il personaggio è basato sul creatore della serie, Alex Hirsch.
Voce originale di Jason Ritter e voce italiana di Simone Lupinacci.

### Mabel Pines

Mabel Pines

Mabel Pines è una ragazzina di dodici anni, sorella gemella di Dipper, nata cinque minuti prima di lui. Deuteragonista della serie, risulta essere il polo opposto di Dipper: mentre quest'ultimo è infatti riflessivo e riservato, Mabel si dimostra il più delle volte una ragazzina eccentrica ed ottimista, cosa che la porta ad avere un grande (e talvolta eccessivo) entusiasmo per qualsiasi cosa, compresi spesso i misteri in cui si avventura con il fratello. Spesso prende in giro quest'ultimo e si punzecchia a vicenda con lui, ma gli è molto affezionata. Indossa sempre un maglione (alcuni fatti da lei stessa) che esprimono la sua eccentricità e in parte annunciano uno dei temi dell'episodio grazie ai vari simboli o disegni presenti su di essi. Si prende cura di un maialino vinto alla fiera che considera come il suo animale domestico che ha chiamato Dondolo (Waddles nella versione originale), e possiede un rampino regalatogli da Stan. Ama le storie d'amore e ne ha vissute alcune in vari episodi. I suoi comportamenti eccentrici a volte si rivelano fondamentali nella risoluzione del problema affrontato da lei e Dipper.
Segno zodiacale: la stella cadente - sul maglione da lei indossato nel primo episodio della serie "Trappola per turisti".
Il personaggio, come rivelato da Alex Hirsch, è basato sulla sua reale sorella gemella, Ariel.
Voce originale di Kristen Schaal e voce italiana di Tiziana Martello.

### Stanley Pines
Stanley Pines è il prozio di Dipper e Mabel. Tritagonista della serie, è il proprietario del negozio/museo "il Regno del Mistero" ("The Mystery Shack", in inglese che vuol dire "il capanno del mistero") che, grazie alla sua grande abilità nel fare soldi, riesce ad ingannare i turisti creduloni. Durante la serie ospita i nipoti nella sua casa, dimostrandosi spesso un tutore piuttosto inaffidabile. Quando è nei panni del Re del Mistero e fa da guida ai turisti veste con uno smoking portando una benda sull'occhio ed un bastone da passeggio col manopolo a forma di palla da biliardo; quando invece non lavora porta una canotta bianca, un paio di boxer corti a righe blu e le pantofole, passando spesso il tempo davanti alla TV. Indossa sempre un fez bordeaux con uno strano simbolo che sembra una falce di luna. Il suo aspetto è stato ispirato dal nonno di Alex Hirsch, Stan. Nell'ultimo episodio della prima stagione "Gideonland" si rivela essere il possessore del Diario #1 e durante la serie ha nascosto molti segreti, soprattutto a Dipper. In inglese è chiamato "Grunkle Stan" da Dipper e Mabel perché i due sostengono che dire "great-uncle Stan" ("prozio Stan") sia troppo lungo. Ha un "tatuaggio" che tiene nascosto e sostiene di non avere, anche se quando è in canotta lo si può notare dietro la spalla destra: come si scoprirà in "La storia di due Stan", il simbolo è in realtà una cicatrice/"marchiatura a fuoco" lasciata da del metallo incendescente su cui Ford ha involontariamente spinto Stan durante una rissa tra i due. Per proteggere i suoi nipoti e per evitare che facciano la stessa fine di suo fratello, nega di sapere e di credere alle bizzarre creature ed ai misteriosi avvenimenti di Gravity Falls. Sotto il Regno del Mistero mantiene in funzione il laboratorio segreto di Ford nel quale nascondeva il Diario #1 ed il portale, e dal quale spia ciò che succede nei dintorni. Quando vuole scappare o, più semplicemente, non fare determinati lavori, lancia a terra una cortina di fumo e scompare nel nulla. Sempre nell'episodio "La storia di due Stan" si scopre che in realtà il suo vero nome non è "Stanford" ma "Stanley", ed è stato "costretto" a prendere il nome del fratello perché gli abitanti della cittadina lo hanno scambiato per Stanford subito dopo che questi venne scaraventato nel portale. Nell'episodio "Un nuovo sindaco per Gravity Falls" decide di candidarsi come sindaco della città dopo la morte del precedente sindaco, ma alla fine dello stesso episodio, nonostante vinca alle bizzarre elezioni di Gravity Falls, viene squalificato per i troppi reati commessi. Nonostante si rivolga nei confronti del fratello con un tono duro soffre il fatto che tra loro si sia formato dell'astio e che il loro legame fraterno si sia ormai quasi del tutto dissolto a causa di un disguido quando erano giovani. Durante l'Oscurmageddon è stato a capo di un gruppetto di persone barricate nel Regno del Mistero. Verso la fine dell'ultimo episodio "Oscurmageddon 3: Riprendiamoci Gravity Falls" si riappacifica finalmente con Stanford, e per sconfiggere Bill lo trae con l'inganno nella sua mente per poi farsi cancellare la memoria e distruggere Bill con essa. Grazie a Mabel (che gli ha fatto rivedere l'album dei suoi ricordi estivi) però ha ricordato tutto e ha deciso quindi di partire col fratello per un viaggio alla scoperta di avventure e misteri come avevano progettato da piccoli su di una barca solo loro (chiamata in onore dei vecchi tempi "StanVeliero II") nominando quindi Soos nuovo direttore del Regno del Mistero. Durante la serie, molti indizi facevano credere che Stan sarebbe morto in qualcosa che aveva a che fare col fuoco dato che in ogni episodio nel quale era presente una sua effigie, essa veniva spesso distrutta da fiamme o calore: infatti quando Bill viene intrappolato nella mente di Stan, ritrovandosi poi in una versione immaginaria del Regno del Mistero, e Ford (riluttantemente) cancella la memoria a Stan, la mente di questo va a fuoco e quindi Stan - sacrificandosi e dimenticando tutto -, simbolicamente, "muore". Alex Hirsch ha aggiunto in un'intervista dopo la fine della serie
 Segno zodiacale: la "falce di luna" - sul suo fez, simbolo originale dall'episodio "Trappola per turisti" a "Mabel il capo" e quello post-censura da "Pozzo senza fondo!" in poi.
Voce originale di Alex Hirsch

### Soos Ramirez
Jesus "Soos" Alzamirano Ramirez è il simpatico tuttofare un po' ingenuo del Regno del Mistero. È spesso partecipe delle avventure di Dipper e Mabel e li aiuta nei casi di difficoltà. Si dimostra molto spesso abile in qualsiasi riparazione e dal primo episodio della seconda stagione si può evincere che sia un patito dei film sugli zombie o di film dell'orrore in genere. Dato che il suo vero padre non è mai stato presente nella sua vita, Soos vede Stan come una figura paterna e nutre nei suoi confronti una profonda ammirazione. È molto affezionato ai gemelli, che ritiene parte della sua famiglia. Nell'ultimo episodio "Oscurmageddon 3: Riprendiamoci Gravity Falls" viene nominato da Stan nuovo direttore del Regno del Mistero. Nei contenuti extra di Gravity Falls: Lost Legends si scopre che voleva fare un fumetto chiamato "Mystery Races" (citazione alle Corse pazze) rifacendosi alle loro avventure, ma il progetto non andò in porto poiché Stan pretese il 150% delle vendite in cambio di poter usare le sue fattezze.
Segno zodiacale: il punto di domanda - sulla sua maglietta.
Voce originale di Alex Hirsch

### Wendy Corduroy
Wendy Blerble Corduroy è la commessa del Regno del Mistero. Adolescente piuttosto svogliata, con dei modi da maschiaccio (ereditati dal padre) ed interesse amoroso di Dipper. Tiene molto alla sua amicizia con Dipper e gli è molto affezionata, spesso sostenendolo e comportandosi con lui da sorella maggiore. Durante la prima stagione si fidanzerà con Robbie causando la rivalità di quest'ultimo con Dipper, ma lo lascerà dopo che lui l'aveva ingannata con una canzone. Nell'episodio "Nel bunker", Dipper riesce finalmente a confessare i suoi sentimenti nei confronti della ragazza. Wendy gli dice che, più o meno, ha sempre saputo della sua cotta - riesce comunque a sentire ciò che Dipper le sussurra o dice sottovoce - ma che niente cambierà tra loro aggiungendo che, da quando l'ha conosciuto, la sua vita è diventata molto più interessante e che lo considera più o meno come il suo migliore amico. È un'abilissima taglialegna e sa arrampicarsi egregiamente sugli alberi, e grazie al padre conosce numerose tecniche di sopravvivenza.
Segno zodiacale: la busta di ghiaccio - perché è rimasta fredda nel momento del pericolo (è un gioco di parole sulla parola "freddo" poiché sia "gelido" che "calmo").
Voce originale di Linda Cardellini

### Dondolo
Dondolo è il maialino da compagnia di Mabel ed al quale è molto affezionata. È stato vinto da Mabel ad una bancarella della fiera organizzata da Stan nella quale si doveva indovinare il peso dell'animale voluto per vincerlo. Dondolo è la dedica di Hirsch alla sorella; la quale, fin da piccola, ha sempre voluto un maialino da compagnia. Prima di essere vinto da Mabel si chiamava "Settechili".
Grugnito e versi di Dee Bradley Baker, voce di Neil deGrasse Tyson

### Stanford Pines
Dott. Stanford "Ford" Filbrick Pines, Emerito è il misterioso autore che scrisse i tre Diari, riapparso nell'undicesimo episodio della seconda stagione "Conto alla rovescia" dopo che per 30 anni è rimasto intrappolato nel portale universale ed ha viaggiato tra le innumerevoli dimensioni. È il fratello gemello di Stan (nato 15 minuti prima di quest'ultimo) e dal proprio operato si sa di lui che è un attento osservatore e un inventore provetto, oltre che essere un grande scienziato, un eccellente matematico ed avere conoscenze in praticamente ogni ambito dello scibile umano e oltre, quali simboli e lingue antichi (vengono mostrate molto spesso delle rune o simboli alchemici), astronomia (i simboli sul portale nel laboratorio sotto il Regno del Mistero indicano le quindici stelle fisse beheniane più un simbolo che identifica una stella o un oggetto celeste ignoto o fittizio), cifrature, meccanica ed ingegneristica. Dopo aver nascosto i Diari #2 e #3 in due luoghi differenti per non farli trovare da "chi lo stava osservando" e dopo aver dato il primo volume a Stan, era scomparso nel portale per colpa di un litigio tra lui e suo fratello. Tenendo conto che la serie è ambientata nel 2012 dovrebbe essere scomparso circa trent'anni prima, nel 1982. Ha entrambe le mani con sei dita e Bill si riferì a lui dicendo che non fosse stato più "in lui" da trent'anni. Molte copie dei suoi progetti si trovano apparentemente anche nel portatile di McGucket, trovato da Soos nel bunker. È un appassionato di giochi di ruolo fantasy da tavolo e stava smontando il portale per controllare i danni da esso creato, il suo scienziato preferito è Nikola Tesla e il suo dolcetto preferito sono i jellybean. Sembra conoscere tutti i segreti di Gravity Falls, tant'è che per costruire il portale ha usato parti e apparecchiature tecnologiche provenienti da una gigantesca astronave extraterrestre sepolta sotto la radura vicino alla cittadina. Portava rancore verso suo fratello perché credeva che avesse rotto apposta il suo progetto di scienze al liceo non permettendogli quindi di entrare in una delle più prestigiose università del paese. Inoltre è il proprietario della capanna dove Stan ha costruito, in seguito alla propria scomparsa, il Regno del Mistero. Durante i trent'anni passati a vagare tra le dimensioni è diventato un maestro del combattimento corpo a corpo, riuscendo a sopraffare persino Stan, per via dei numerosi nemici che si è fatto; nelle dimensioni viaggiate in questi trent'anni, Ford ha ricevuto nella dimensione 52 l'inaspettato aiuto di un Oracolo che gli ha inserito nel cranio una placca di metallo magico capace di fermare qualsiasi abilità o attacco psichico, compresi quelli di Bill (la stessa placca viene citata per la prima volta nell'episodio "Mabel e gli unicorni"). Tiene molto a Dipper e lo ha allenato a non cedere ed a non cadere nei trucchi di Bill come successe a lui in passato; inoltre ha nominato il nipote come suo apprendista e futuro sostituto. Da quando ha scoperto i suoi piani ha sempre temuto che Bill riuscisse a collegare le loro dimensioni scatenando il da lui definito "Oscurmageddon" ("Weirdmageddon" in originale), un evento nel quale la distorsione della realtà diviene tale da essere disfatta completamente finendo per annichilirla. In "Oscurmageddon" era stato trasformato in una statua d'oro da Bill che quest'ultimo usava come grattaschiena per scherno, ma viene depietrificato nell'ultimo episodio dallo stesso Bill affinché potesse trovare un modo di distruggere campo di forza che circonda Gravity Falls e permettergli di conquistare la dimensione; campo di forza che si è rivelato essere una specie di barriera di contenimento generata dalla stessa sovrabbondanza di stramberie presenti a Gravity Falls e che non permette a niente di ciò di superare il perimetro del luogo (definita da Ford "legge del magnetismo naturale della stranezza di Gravity Falls"). Nell'ultimo episodio "Oscurmageddon 3: Riprendiamoci Gravity Falls", dopo aver sconfitto Bill, si è finalmente riappacificato col fratello ed assieme a lui ha deciso di viaggiare attorno al mondo in cerca di avventura e misteri da svelare su di una imbarcazione tutta loro: lo "StanVeliero II" ("Stan o'War II" in originale). Dalle cose dette da Bill nel flashback dell'episodio "Mabel e gli unicorni" sappiamo che Ford morirà quasi certamente a novantadue anni, in seguito ad un attacco cardiaco.
Segno zodiacale: la mano a sei dita - sui tre Diari.
Voce originale di J. K. Simmons.

## Personaggi ricorrenti

### Vecchio McGucket
Fiddleford Hadron McGucket, chiamato il "vecchio McGucket": un vecchio pazzo ed eccentrico inventore dalla lunga barba che spesso gira per il paese, un tempo collega di Ford. Nonostante la sua follia, ha una certa bravura nella meccanica e nell'ingegneria (inventa un enorme robot solo per attirare l'attenzione del figlio). Durante la sua collaborazione con Ford, la costante vicinanza con le stranezze di Gravity Falls hanno gradualmente incrinato la sua integrità portandolo prima a creare la pistola cancella-memoria e poi, dopo l'incidente col portale, a creare la Società dell'Occhio di Tenebra. In "La Società dell'Occhio di Tenebra" infatti si scopre che collaborò con Ford e assieme a lui ha costruito il portale nascosto sotto il Regno del Mistero, ma non riusciva a ricordare chi fosse avendo abusato di una pistola cancella-memoria di sua invenzione che originariamente aveva costruito per dimenticare le strampalate cose viste nella cittadina. Porta perennemente una fasciatura sulla mano destra ed un cerotto sulla barba. verso la metà della seconda stagione è fuggito da Gravity Falls per timore dell'apocalisse che la riattivazione del portale avrebbe potuto (e secondo i suoi calcoli dovuto) scatenare. Nell'episodio "La storia di sue Stan" viene svelato il perché abbia creato la pistola cancella-memoria: mentre collaudava il portale insieme a Stanford, in seguito ad un incidente, finisce per attraversare in parte il portale rimanendo traumatizzato da ciò che vide, e quando venne tirato fuori da Stanford recitò prima una piccola serie di vocaboli confusi che sentiti al rovescio dicono "YROO XRKSVI GIRZMTOV!" - e che tradotti seguendo il cifrario Atbash significano "Bill Cipher triangle!" - per poi spalancare gli occhi al vuoto e dire
abbandonando in seguito a ciò il progetto del portale (Nota: la traduzione precisa di quanto detto da Fiddleford è "Quando la gravità cessa, e la terra diventa il cielo [...]"). Inoltre nell'episodio "Mabel e gli unicorni", Ford ammette che è stato grazie all'esperienza di McGucket che capì il vero intento di Bill e quindi decise di chiudere definitivamente il portale per poi dividere le conoscenze su di esso nei tre Diari affinché il piano di Bill non potesse realizzarsi. Da notare anche che i vocaboli confusi detti da McGucket dopo la sua esperienza sono gli stessi che dice nella videocassetta dei suoi ricordi cancellati quando impazzisce definitivamente. Dopo esser scappato da Gravity Falls durante la riattivazione del portale, è tornato nella cittadina e si è unito alla resistenza formata da Stan. Nell'ultimo episodio "Oscurmageddon 3: Riprendiamoci Gravity Falls" si scopre che è rinsavito del tutto e aiuta la resistenza ad architettare un piano per salvare Ford. Alla fine dell'ultimo episodio, dopo la sconfitta di Bill, vende i suoi progetti al governo diventando molto ricco nel giro di una sola notte. Attualmente abita nella precedentemente messa in vendita Villa Northwest.
Segno zodiacale: gli occhiali - perché è un geniale studioso.
Voce originale di Alex Hirsch

### Pacifica Northwest
Pacifica Elise Northwest è la ragazza più popolare di Gravity Falls, proveniente da una famiglia ricca poiché un loro antenato è ritenuto il fondatore della città. Inizialmente è una ragazza arrogante, viziata e antipatica che diventa subito rivale di Mabel perché è l'unica che osa tenerle testa, ma in seguito si renderà conto della falsità della sua famiglia e diverrà così amica della famiglia Pines, in particolar modo di Dipper. Nel terzo episodio della seconda stagione scopriamo che è una campionessa a livello internazionale di mini-golf. Alla fine degli eventi di "Il mistero di Villa Northwest" si ribellerà ai propri genitori mantenendo la promessa che la sua famiglia fece un secolo e mezzo prima alla popolazione di Gravity Falls ed instaurando in quell'occasione un vero legame con Dipper, verso il quale in seguito, come anche mostrato nella raccolta di storie Gravity Falls: Lost Legends, pare sviluppare una cotta. Pur mantenendo un atteggiamento altezzoso, dopo gli eventi del suddetto episodio diventa una ragazza cosciente e responsabile. Sempre nei contenuti extra di Gravity Falls: Lost Legends si scopre che uno dei suoi hobby era usare Toby il Determinato come volpe nella caccia alla volpe; inoltre, segretamente, è un'amante della frittura, del fare battute ed un'accanita giocatrice di sparatutto in prima persona. Nel sito dedicato a The Book of Bill è presente una storia segreta in cui si rivela che prima di Blendin, Bill provò a possedere Pacifica in un sogno, cercando di far leva sulle sue insicurezze; tuttavia la ragazzina, forte delle esperienze fatte con i Pines, prende in giro Bill (che aveva preso la forma del suo antenato Nathaniel Northwest), mandandolo su tutte le furie e interrompendo così la connessione mentale.
Segno zodiacale: il lama - in un dipinto nel ripostiglio segreto di Villa Northwest visto ne "Il mistero di Villa Northwest", oltre che sul maglione da lei indossato nell'ultimo episodio della serie "Oscurmageddon 3: Riprendiamoci Gravity Falls".
Voce originale di Jackie Buscarino

### Robbie Valentino
Robert "Robbie" Stacey Valentino è un ragazzo molto scontroso, dall'aspetto un po' dark che nella prima stagione sarà il principale rivale per Dipper nell'amore per Wendy; fallendo ne "Il controllo della mente". Torna nella seconda stagione con "L'appiccica cuori" e poiché verrà aiutato da Mabel nel trovare una nuova ragazza stipulerà una tregua coi gemelli. Nel corso dello stesso episodio si fidanzerà con Tambry. Il suo comportamento è nettamente in contrasto con quello sempre solare dei genitori. Come detto da Wendy in "Oscurmageddon 3: Riprendiamoci Gravity Falls", Robbie porta la sua caratteristica felpa fin dalla terza elementare. Nel sito dedicato a The Book of Bill è presente una storia segreta in cui si rivela che Robbie, per pura curiosità, abbia convinto Thompson ad evocare Bill per scoprire come sarebbero morti, finendo per essere inseguiti da Bill.
Segno zodiacale: il cuore con i punti di sutura - sulla sua felpa.
Voce originale di T. J. Miller

### Candy Chiu e Grenda Grendinator
Candy e Grenda diventano le migliori amiche di Mabel dopo che questa le difende da Pacifica poiché considerate impopolari. Candy è una ragazzina timida con gli occhiali che fa spesso cose bizzarre, che si evince essere di origini coreane nell'episodio "La calzino-novela". Grenda invece è piuttosto grande e muscolosa, con un'insolita voce profonda, tale da poter essere scambiata per un maschio. Nell'episodio "Attrazione stradale" si scopre che Candy ha una cotta per Dipper ma verso la fine dello stesso episodio, a causa degli eventi accaduti nello stesso, decidono di rimanere amici. Nei titoli di coda di "Oscurmageddon 3: Riprendiamoci Gravity Falls" si può vedere che Grenda si sia messa ufficialmente assieme con il giovane baronetto Marius von Fundshauser, conosciuto in "Il mistero di villa Northwest".
Voci originali di Niki Yang (Candy) e Carl Faruolo (Grenda)

### Blendin Blandin
Blendin Blenjamin Blandin è un viaggiatore del tempo proveniente dall'anno 207̃012 (duecentosneptemila-dodici) e facente parte della Squadra Rimozione Anomalie Temporali, gli è stato ordinato di tornare indietro nel tempo per ripulire il passato da varie anomalie temporali provocate da Dipper e Mabel. Si tratta di un ometto calvo (i costanti viaggi temporali gli hanno bruciato i capelli) e obeso, dai gesti goffi ma molto intelligente e perspicace; viaggia tra i secoli grazie ad un dispositivo tecnologico dalle fattezze di un metro da lavoro che, a seconda del modo in cui viene spiegato e riavvolto, conduce l'utilizzatore ad un determinato periodo storico o momento dell'esistenza. Appare come personaggio di rilievo in "Il maialino e l'uomo che viaggiava nel tempo", ma anche nello sfondo di vari episodi dove lo si vede sistemare e contenere le sopracitate anomalie temporali. Torna ne "Il compleanno di Soos" nel tentativo di avere una vendetta sui gemelli ma una volta sconfitto, Dipper e Mabel decidono di rimediare ai guai che gli avevano causato ridandogli il suo vecchio posto di lavoro ed i capelli, diventando così un loro potenziale alleato. Nel finale di "Il compleanno di Dipper e Mabel" riappare sotto il controllo di Bill, che lo usa per sottrarre a Mabel il contenitore della frattura dimensionale affinché possa finalmente creare un passaggio tra la sua e la nostra dimensione. Nella copia fisica del Diario #3 si scopre che Blendin, riottenendo il lavoro, è stato preso di mira dai colleghi e dal Bebè del Tempo e desiderando che le derisioni smettessero, è stato raggiunto da Bill col quale strinse un accordo in cui in cambio del suo aiuto, il Bebè del Tempo avrebbe smesso di prenderlo in giro, permettendo così a Bill di impossessarsi della frattura dimensionale. Dopo la sconfitta del Bebè del Tempo in "Oscurmageddon", Blendin è fuggito attraverso il tempo essendo diventato un ricercato, finendo poi, come descritto nella copia fisica del Diario #3, per rimanere bloccato nel 1883.
Voce originale di Justin Roiland

### Sceriffo Blubs
Sceriffo Daryl Blubs è lo sceriffo del paese. Preferisce spesso oziare e bere il caffè piuttosto che fare il suo lavoro. Tiene molto a Durland, che ritiene come un figlio. Prima di diventare sceriffo era un commesso al Dusk2Dawn, il piccolo alimentari appartenuto a (e ora anche infestato da) Ma' e Pa' Duskerton.
Voce originale di Kevin Michael Richardson

### Sovrintendente Durland
Sovrintendente Edwin Durland è il braccio destro dello sceriffo. Estremamente stupido e infantile. Era il ragazzo tuttofare del Regno del Mistero prima che venisse licenziato e sostituito da Soos.
Voce originale di Keith Ferguson

### Susan la Pigra
Susan "la Pigra" Wentworth: La proprietaria e cameriera del "Greasy's Dinner", una tavola calda nei pressi di Gravity Falls. È una donna di mezza età con un occhio pigro (da cui il soprannome) che vive nella periferia di Gravity Falls con un numero non meglio specificato di gatti. A causa dei suoi modi rozzi, Stan inizialmente ha una cotta per lei anche se poi finisce per ripensarci. Nei flashback dell'episodio "La storia dei due Stan" si vede come il suo occhio pigro è dovuto a Stan.
Voce originale di Jennifer Coolidge

### Toby il Mastino
Tobias "Toby il Mastino" è un giornalista di scarso successo di Gravity Falls. Spesso preso in giro per la sua brutta faccia; ha una cotta per la giornalista della TV locale Shandra Jimenez. In "Il compleanno di Soos" si scopre che voleva diventare un ballerino di tip-tap. Nell'ultimo episodio della serie, sotto lo pseudonimo di "T l'Indomito", entra finalmente a far parte dell'équipe del telegiornale di Gravity Falls assieme a Shandra Jimenez, trattando una rubrica di sport estremi. Faceva parte della Società dell'Occhio di Tenebra. Il suo nome in inglese, "Toby Determined", suona simile all'etichetta "to be determined", usata nei paesi anglofoni per definire una notizia le cui fonti sono ancora da verificare.
Voce originale di Gregg Turkington

### Dan il Forzuto
Daniel "Dan il Forzuto" Corduroy è un montanaro taglialegna muscoloso e molto irascibile, non spicca per intelligenza ed è sempre pronto a distruggere qualsiasi oggetto gli capiti a tiro a suon di pugni per puro divertimento. È il padre di Wendy ed ha altri tre figli. Wendy ha ammesso che il padre, invece di far festeggiare loro il Natale, li addestrava in attesa della fine del mondo.
Voce originale di John DiMaggio

### Tyler
Tyler è molto infantile e magrolino ed è noto per presentarsi dicendo ai più forti cose come "Distruggilo, distruggilo!" o "Prendilo, prendilo!". Di solito è sempre molto indeciso nello scegliere cosa comprare. Diventerà il nuovo sindaco di Gravity Falls nell'episodio "Un nuovo sindaco per Gravity Falls" dopo la morte del sindaco precedente.
Voce originale di Will Forte

### Gompers
Gompers è una capra che vive nel bosco intorno al Regno del Mistero. Molto spesso vi entra combinando guai come ad esempio quando ha mangiato tutte le lattine di fagioli o il cappello di Stan. Spesso ruba le targhe delle auto in sosta al Regno del Mistero.
Versi di Frank Welker

### Thompson
Thompson è uno degli amici di Wendy. Lui di solito è visto partecipare a giochi per ragazzi. Lavora come direttore in un cinema.
Voce originale di Michael Rianda

### Lee e Nate
Lee e Nate sono amici di Wendy, di solito sono visti insieme. Lee ha i capelli biondi e indossa una camicia rossa, mentre Nate indossa un cappello e una camicia nera. Entrambi si comportano come adolescenti. Sono molto sarcastici.
Voci originali di Michael Rianda (Lee) e Scott Menville (Nate)

### Tambry
Tambry è la miglior amica di Wendy, che conosce fin da quando erano bambine. Ha i capelli tinti e sta spesso con gli occhi incollati al suo smartphone, sul quale controlla sempre gli SMS e/o aggiorna il suo stato su piattaforme sociali. Come visto nell'episodio "L'appiccica cuori", grazie a Mabel ha iniziato una relazione con Robbie ed in seguito a ciò ha cominciato a stare meno tempo incollata al telefono. Sempre ne "L'appiccica cuori" viene chiamata anche "Tambers", nomignolo che lei odia.
Voce originale di Jessica DiCicco

### Sprott
Sprott è un contadino che gestisce uno stand alla Fiera del Mistero di Gravity Falls in cui Mabel vince il suo maialino. Amministra lo Zoo delle carezze e faceva parte della Società dell'Occhio di Tenebra.
Voce originale di Dee Bradley Baker

### Agenti Powers e Trigger
Powers e Trigger sono due agenti federali che indagano su fenomeni fuori dal comune. Stan egregiamente cerca di nascondere loro la verità su cosa stia accadendo a Gravity Falls ma Dipper riesce a ottenere di nascosto un rendez-vous con loro. Durante il loro incontro osservano il Diario #3 ma ad una prima occhiata lo prendono come una delle cianfrusaglie che vende Stan; riusciranno poi a sopravvivere all'attacco zombi che Dipper inavvertitamente provoca per dimostrare loro che il Diario è autentico. Dirigeranno l'assalto al Regno del Mistero per arrestare Stan e trovare il portale, che loro credono essere una sorta di dispositivo dell'apocalisse. Alla fine di "La storia di due Stan" verrà cancellata loro la memoria riguardo al macchinario sotto il Regno del Mistero.
Voce originale di Nick Offerman (Powers) e Brad Abrell (Trigger)

### Bebè del Tempo
Il Bebè del Tempo, il cui nome è Chronelius Infinitium Titanicus l'infinitesimo, è una gigantesca forma di vita umanoide, ultimo discendente di un'antica ed oramai praticamente estinta civiltà di Giganti del Tempo. Già in passato si scontrò con Bill ma dopo che rifiutò di aiutare quest'ultimo in uno dei suoi primissimi tentativi di entrare nella nostra dimensione, venne scagliato sulla Terra (causando l'estinzione dei dinosauri) e finì ibernato nell'odierna Antartide, da cui si libererà nel futuro a causa del surriscaldamento globale. Per motivi precauzionali, al suo risveglio, quattro robot giganti nascosti nel Monte Rushmore verranno attivati affinché venga contenuto. Non si sa se sia realmente cattivo ma nel futuro lontano, dopo il suo risveglio a causa del surriscaldamento globale, riuscirà a debellare la Resistenza instaurando un potere assoluto. Il suo scopo è che il flusso del cronotopo rimanga invariato e per agevolare questo compito ha creato lo Squadrone di Rinforzo Anti-Paradossi Temporali e la Squadra Rimozione Anomalie Temporali. Pare che nel futuro entrerà in conflitto, per motivi ancora sconosciuti, con Bill Cipher. Avvertito da un Blendin tornato in sé, era venuto a fermare Bill venendo però sconfitto e ridotto in molecole da quest'ultimo assieme all'intero Squadrone Anti-Paradossi Temporali: nel codice alla fine dell'episodio in questione (ovvero "Oscurmageddon 2: Fuga dalla realtà") c'è scritto che ci vorrà almeno un millennio prima che le particelle del Bebè del Tempo si ricompattino. Tutto ciò è collegato a quello che avviene in un corto nel quale Dipper, chiedendo ad una misteriosa cassetta delle lettere che sa la risposta a tutte le domande, scopre che la fine del mondo avverrà nell'anno 3012, precisamente mille anni dopo l'ambientazione della serie. Ciò implica che sarà il proprio il ritorno del Bebè del Tempo a provocarla.
Voce originale di Kevin Michael Richardson

## Antagonisti

### Bill Cipher
Bill Cipher è un misterioso, antico, folle e potente demone appartenente ad un mondo onirico extra- ed inter-dimensionale definito Regno degli Incubi (o Dimensione 0, uno spazio interdimensionale instabile), incontrato e documentato da Ford e ritornato nella nostra dimensione grazie a Gideon. Sebbene sia l'antagonista principale della serie, il suo ruolo è rilevante solo nella seconda stagione. Appare per la prima volta in "Il catturasogni", dove viene evocato da Gideon e fa un patto con lui secondo il quale Bill ruberà la combinazione della cassaforte dove si trova l'atto di proprietà del Regno del Mistero dalla mente di Stan. Viene sconfitto da Dipper, Mabel e Soos e, impressionato, decide di lasciarli in pace e non prendere la combinazione e scompare, ma non prima di avvertirli che li terrà d'occhio e di un male che si sta avvicinando e che ha a che fare con i tre Diari. Grazie al The Book of Bill si sa che Bill nacque miliardi di anni fa nella dimensione di Euclydia, una dimensione bidimensionale, con una rara mutazione che gli permetteva di vedere anche la terza dimensione, al contrario degli altri euclydiani e decise di "liberare" la sua dimensione per far capire a tutti gli altri cosa intendesse: il risultato delle sue azioni fu catastrofico in quanto l'intera dimensione venne distrutta e Bill rimase l'ultimo euclydiano esistente dopo quello che divenne noto nel multiverso come il massacro euclydeo; a causa del trauma, Bill ha pochi ricordi sconnessi e non si sa se quanto accaduto sia stato volontario o frutto di un incidente.
Nel Regno degli Incubi ed all'interno della mente delle persone possiede poteri pressoché illimitati, così come nel "piano dimensionale della mente" (conosciuto anche come il "Piano immateriale" o "spazio mentale"; the "Mindscape" nell'originale) dimostra di possedere telecinesi, pirogenesi, capacità di trasformazione e di materializzazione di paure ed incubi altrui; nel mondo reale però non ha reali poteri. Il suo aspetto è basato sull'Occhio della Provvidenza, un simbolo massonico rappresentante Dio e che ricalca la sua quasi totale onniscienza sugli eventi passati e futuri. Si presenta infatti come un'entità gialla-dorata e dal corpo triangolare quasi senza spessore. Ha un unico grande occhio nel centro del suo corpo che presenta una grossa pupilla verticale, il quale nella parte inferiore sembra essere fatto di mattoni che paiono comporre un vestito. Indossa un farfallino nero ed un cilindro anch'esso nero che gli fluttua poco sopra il vertice in cima al corpo. I suoi arti sono lunghi ma alquanto sottili, neri e le sue "scarpe" sono parte integrante delle gambe. Ha quattro dita per mano. I suoi arti inoltre sono in grado di muoversi per tutto il lato su cui sono con una discreta libertà ed hanno giunture ed articolazioni piuttosto smussate. I suoi poteri tuttavia gli consentono anche di modificare il suo aspetto, ad esempio avendo la possibilità di ingigantirsi o diventare un essere mostruoso, cosa che fa a seconda della sua ira. Può anche possedere il corpo delle persone, cosa che fa con Dipper in "La calzino-novela" per evitare che questi scoprisse i segreti dell'Autore, aggiungendo dopo che gli aveva rubato il corpo che "era da quasi trent'anni che non ne possedeva uno". Le persone alle quali Bill ruba il corpo vengono proiettate nel "piano dimensionale della mente", dove solo Bill può vederle e sentirle.
Nonostante sia un personaggio di rilevata importanza per molto tempo i suoi scopi sono rimasti ignoti, anche se egli stesso ammetteva spesso di "star lavorando a grandi piani". Vede Dipper come un formidabile avversario e ostacolo alla realizzazione dei suoi piani e pare che abbia già avuto a che fare con Stanford. I suoi piani vengono finalmente rivelati nell'episodio "Mabel e gli unicorni": Bill, usando l'espediente di far arrivare Ford a raggiungere tutto lo scibile necessario a rispondere alle sue domande, lo inganna e gli fa costruire il portale trans-dimensionale per permettere di aprire un passaggio tra la sua dimensione di appartenenza con il mondo reale affinché possano fondersi e quindi egli possa ottenere poteri illimitati anche nella nostra dimensione per poter scatenare in essa il caos. Dipper e Ford hanno quindi preso delle precauzioni nei suoi confronti isolando il Regno del Mistero dall'influenza dei poteri di Bill cosicché non potesse arrivare allo squarcio dimensionale che Ford stava custodendo e controllando. Viene rivelato nella copia fisica del Diario #3 che Bill strinse un patto con Blendin Blandin in cui, in cambio del suo aiuto, Blendin non sarebbe stato più preso in giro dal Bebè del Tempo. Nell'episodio "Il compleanno di Dipper e Mabel" si impossessa di Blendin Blandin e riesce a farsi dare da Mabel il suddetto squarcio così da riuscire a creare un ponte dimensionale e far partire l'Oscurmageddon, ottenendo una forma fisica e poteri praticamente illimitati. Tuttavia si è ritrovato intrappolato nella cittadina da un misterioso campo di forza che la circonda e non gli permette di conquistare il mondo, cercando di estorcere la soluzione a questo problema a Ford. Nell'ultimo episodio "Oscurmageddon 3: Riprendiamoci Gravity Falls" viene superato in astuzia da Stan e Ford, che lo ingannano ad entrare nella mente di Stan (camuffato da Ford) e lo sconfiggono definitivamente. Prima della sua distruzione, in preda a degli "errori", Bill (sentendo le sue parole al contrario) ha compitato la parola "axolotl" e urlato
Ciò che rimane di lui è la sua forma fisica, rimasta pietrificata e inerte quando è entrato nella mente di Stan, apparentemente senza poter fare nulla per ritornare. Tuttavia in una delle possibili trame del libro Dipper and Mabel and the Curse of the Time Pirates' Treasure!: Select Your Own Choose-Venture, Dipper e Mabel incontrano in un luogo fuori del tempo e dello spazio un essere chiamato "l'Axolotl" al quale Dipper chiede cosa sappia di Bill. l'Axolot risponde
Nonostante il contenuto del libro non sia canonico poiché è un'avventura a finale multiplo, con l'uscita de The Book of Bill è stato confermato che questo è il grande segreto canonico presente nel volume accennato da Hirsch: in The Book of Bill infatti si scopre che dopo essere stato sconfitto dai Pines, Bill, sull'orlo tra non-esistenza e morte, ha chiesto pietà all'Axolotl, ottenendo, seppur con intenti maligni, una possibilità di redimersi e ora si trova in un centro di terapia riabilitativa intradimensionale chiamato Teraprisma in cui si ritrova a spendere l'eternità per guarire, tentando di eludere (con scarsi risultati) la sicurezza per trovare il modo di contattare qualcuno che gli consenta di ritornare sulla Terra e ultimare i suoi piani.
Voce originale di Alex Hirsch, voce italiana Mario Brusa (1ª voce) e Simone Lupinacci (2ª voce).

### Gideon Gleeful
Gideon Charles Gleeful detto "Il piccolo Gideon" è il principale antagonista della prima parte della serie. Gideon è un piccolo ragazzino dall'aria innocente che nasconde un carattere isterico e dittatoriale. Gestisce un tendone dove vanta di avere poteri telepatici e fa concorrenza a Stan; in realtà vorrebbe impossessarsi del Regno del Mistero. Si prende una cotta per Mabel, ma respinto dalla ragazza, incolperà Dipper prendendosela anche con lui. In precedenza possedeva un amuleto che lo dotava di telecinesi, ma è stato distrutto da Mabel. Era il possessore del Diario #2 e vuole tutti i Diari per "liberare un potere supremo", anche se all'inizio pensava che fossero solo due. Incarcerato alla fine della prima stagione, riapparirà come antagonista nella metà della seconda in "Un nuovo sindaco per Gravity Falls", cercando di far vincere a suo padre le elezioni per il nuovo sindaco e vendicarsi della famiglia Pines usando il potere di una pagina che era riuscito a strappare precedentemente il suo arresto dal Diario #2, ma fallisce. Alla fine dello stesso episodio, Gideon completa un disegno che aveva nascosto sul muro dietro un poster dove viene raffigurata lo Zodiaco, dicendo che "è pronto a fare un accordo". Nell'episodio "Oscurmageddon" viene liberato e messo a guardia di Mabel da Bill, ma si schiererà poi con Dipper quando quest'ultimo, facendolo ragionare su tutto quello che ha combinato a Mabel, gli ha fatto capire che se ama davvero Mabel allora deve accettare che il suo sentimento non è ricambiato e deve lasciarla andare. Nell'ultimo episodio "Oscurmageddon 3: Riprendiamoci Gravity Falls" era stato intrappolato da Bill e costretto a ballare in maniera tenera per tutta l'eternità; e verso la fine dell'episodio si può vedere come abbia deciso di diventare un ragazzino "normale", nonostante faccia risolvere i suoi problemi ai suoi vecchi compagni di prigione. Da ciò scritto nella copia fisica del Diario #3 si deduce che Gideon è entrato in possesso del Diario #2 poiché nascosto da Ford vicino alla scuola elementare, fermamente convinto che nessun bambino sarebbe stato tanto sveglio da riuscire a trovarlo.
Segno zodiacale: la stella a cinque punte con l'occhio nel mezzo - in cima al palo portante della sua Tenda della Telepatia.
Voce originale di Thurop Van Orman

### Bud Gleeful
Bud "Buddy" Gleeful: è l'educato padre di Gideon. Pur avendo una moglie molto nervosa e un figlio malvagio rimane (al pari di Stan) un eccellente imprenditore col fiuto per i soldi tanto che per fare affari diventa alleato proprio di Stan, "nemesi" del figlio. Lo si è visto lavorare alla Tenda della Telepatia, ma principalmente è un rivenditore di auto usate. Faceva parte della Società dell'Occhio di Tenebra. Apparirà nuovamente in "Un nuovo sindaco per Gravity Falls" come candidato al posto di sindaco di Gravity Falls.
Voce originale di Stephen Root

### Gnomi
Gli gnomi sono considerati come "il pericolo nascosto di Gravity Falls". Vengono considerati esseri allegri, indifesi e dolci, ma nascondono un istinto predatore e una particolare ferocia; vivono nei boschi di Gravity Falls e posseggono vari poteri, tra cui il poter cambiare forma se uniti tra di loro e il rigurgitare arcobaleni se feriti gravemente. Vengono spesso citati nel Diario posseduto da Dipper. Appaiono nel primo episodio in cui tentano di sposare Mabel, ma vengono fermati da Dipper. Riappaiono nell'episodio finale dove Dipper e Mabel li convincono ad aiutarli contro Gideon, ma quest'ultimo glieli rivolta contro con un fischietto che emette un suono che per gli gnomi è insopportabile, tanto che si offrono di servirlo pur di farlo smettere. Non sono veramente cattivi, sono semplicemente disposti a tutto pur di trovare una nuova regina. In "Oscurmageddon 3: Riprendiamoci Gravity Falls" si sono alleati con Dipper e Mabel per sconfiggere Bill.
Tra gli gnomi è da citare Shmebulock, uno gnomo dall'aria assente capace solo di pronunciare il suo nome; nel libro Gravity Falls: Lost Legends, si scopre che in realtà Shmebulock (il cui vero nome è Shmebulysses Q. Locke III) è in realtà estremamente intelligente, possedendo un curato archivio personale sugli eventi e gli abitanti di Gravity Falls, e che venne maledetto da un fattucchiere eoni prima a poter dire solo il suo nome, ritornando in sé una volta ogni mille anni durante una notte di luna piena.
Doppiati da Alex Hirsch

### Seguaci di Bill
Demoni interdimensionali che vengono rilasciati in "Oscurmageddon" e scatenano il caos su Gravity Falls sotto il comando di Bill. Vengono rispediti alle loro dimensioni di appartenenza dopo la sconfitta di Bill nel finale della serie.
- 8-Ball, una specie di goblin con due biglie numero 8 al posto degli occhi. Ha delle manette e delle cavigliere da carcerato.
- Kryptos, un demone romboidale grigio simile a Bill nella fisionomia. È basato sul simbolo massonico della squadra e del compasso, con un singolo occhio dove si locherebbe perno del compasso; indossa dei guanti e degli stivaletti, ed ha gli incisivi sporgenti.
- Xanthar, conosciuto anche come "l'Essere il cui nome non deve essere pronunciato". È una creatura simile ad un panetto di pane in cassetta violaceo con gli arti da gorilla e piccoli alberi che gli crescono sulla schiena. Indossa anche un cappellino da festa.
- Teeth, un demone dall'aspetto di una dentiera con braccia e gambe.
- Keyhole, un essere umanoide dalla pelle blu con una grossa fronte avente un buco della serratura. In passato era uno dei custodi del Caveau dell'Infinito, il luogo dove tutti i segreti del multiverso sono custoditi[14].
- Hectorgon, un essere dalla forma di un esagono rosso con grandi labbra e baffi a manubrio, che indossa una bombetta ed una cravatta azzurra. Non ha le gambe quindi può fluttuare ed ha una lieve aura rossa attorno a sé In passato era uno sceriffo che dava la caccia a Bill, ma si unì alla sua banda[14].
- Senzaforma, un'entità composta da molti quadrati contorti e colorati, alcuni aventi un occhio, che sembra cubo di Rubik aperto e galleggiante; ha una lieve aura bianca e due sottili "code" con un ciuffetto di peluria blu luminescente. È femmina[14].
- Pyronica, una demone umanoide rosa proveniente dalla dimensione della tavola periodica[14]. Il suo corpo è formoso e lievemente luminescente, ha due grosse corna ed altre più piccole a mo' di cresta, un singolo occhio solo che spunta dalla frangetta, una grossa bocca con labbra carnose, zanne ed una lunga lingua, ed i suoi arti sono ardenti e bianchi; indossa un mantello rosso e tacchi a spillo. In origine era la manifestazione delle fiamme blu di Bill[19].
- Ciuccio, un demone corpulento dall'aspetto di un bebè orripilante, con enormi corna nere, una grossa croce dorata sulla testa, un naso rosa da toro, labbra carnose, occhi rossi brillanti ed una coda nera. La sua vera faccia è sul tronco, con gli occhi sui pettorali e la bocca all'altezza dell'ombelico; generalmente la bocca sulla pancia porta un ciuccio rossastro che tiene incatenato alla caviglia.
- L'Oracolo: ex membro della banda di Bill, che abbandonò in passato per motivi sconosciuti[14]. L'Oracolo è capace di prevedere il futuro e viene incontrata nella dimensione 52 da Ford durante il suo peregrinaggio tra le dimensioni, aiutandolo inserendogli la placca di metallo magico che lo rende immune agli attacchi mentali e spiegandogli le origini di Bill[1]. Anche lei sembra avere conoscenze sull'Axolotl.

### Mr. What's-His-Face
Un essere paranormale che si occupa di contrabbando di volti, apparso in uno dei racconti in Gravity Falls: Lost Legends; il suo aspetto è quello di un umanoide coperto da un grosso impermeabile usurato e che, al posto della faccia, ha un grande alone di buio da cui si vedono solo una bombetta ed un sorriso con un dente d'oro. Appare dopo che Pacifica, in crisi per l'apparsa della sua prima ruga sulla faccia, si rivolge ai Pines nella speranza che il loro "libro inquietante" possa avere la soluzione; quando Dipper le spiega che i contenuti del libro siano pericolosi, lei finge di andare in bagno solo per intrufolarsi nella camera dei gemelli e, sfogliando il Diario #1, trova Mr. What's-His-Face, evocandolo pur di riottenere un viso perfetto. Scoperti mentre sta per rubare la faccia a Pacifica, Mr. What's-His-Face ruba accidentalmente la faccia di Mabel e, inseguito da Dipper e Pacifica, scappa attraverso una porta maledetta nell'Intercapedine, un mercato nero in cui esseri paranormali vendono le proprie merci e in cui ogni cosa relativa agli umani, compresi gli umani stessi, è la merce più ricercata. Dopo qualche peripezia, Pacifica e Dipper ritrovano Mr. What's-His-Face, il quale ruba la faccia al ragazzo e cerca di contrattare con Pacifica facendo leva sulla sua paura di invecchiare; tuttavia viene stordito da Pacifica con delle "pillole di bellezza" esplosive (da lei prese prima proprio nell'Intercapedine) e in seguito congelato da Ford prima che riesca ad acciuffare i tre.

### Anti-Mabel
Una delle Mabel del multiverso, apparsa in Gravity Falls: Lost Legends. Pur essendo identica a Mabel, come dice il suo nome, ne è l'esatto opposto: è crudele, manipolatrice ed egoista, "anti-adorabile", e pronta a qualsiasi cosa pur di raggiungere i propri obiettivi; l'unico particolare che la distingue da Mabel originale è la maglietta "Io odio i gatti" che Anti-Mabel porta sotto il maglione. Essendo la quintessenza del contrario di Mabel, ad Anti-Mabel piace il caffè nero, l'espressionismo tedesco, il beige, mangiare i cereali non zuccherati senza aggiungere latte ed i giornali finanziari; inoltre tra i motivi che figurano per l'interdizione dalla sua dimensione ci sono furto di plutonio militare, colpi di stato, e l'aver disegnato un broncio sulla Luna con un'arma al laser. Così come lei, anche la sua famiglia è in antitesi con i Pines originali: Anti-Dipper è un dongiovanni, Anti-Stan è un filantropo figlio dei fiori, Anti-Ford è uno YouTuber in divenire e DJ part-time, Anti-Soos è un plurimiliardario, e Anti-Dondolo è famigerato per essere il primo maiale ad esser stato incarcerato per rapina a mano armata.
Appare dopo che Mabel originale, alle prese con i rimasugli dell'Oscurmageddon assieme a Dipper, Stan e Ford, cade accidentalmente in una faglia interdimensionale che la porta nella dimensione MAB-3L, in cui si sono ritrovate intrappolate moltissime e variegate altre Mabel provenienti da altrettante dimensioni. Approfittando del suo arrivo, Anti-Mabel fa amicizia con Mabel e la asseconda fino all'arrivo dei due Stan; a quel punto intrappola Mabel e finge di essere lei così da scappare da quel luogo ed eventualmente ottenere il dominio sulla sua dimensione. Anti-Mabel infatti riesce a neutralizzare Stan e Ford cogliendoli di sorpresa ma, prima che possa fuggire, viene trattenuta e riportata indietro da tutte le Mabel, guidate da Mabel originale; lo scontro che ne segue tra Mabel originale e Anti-Mabel è alla pari e, per far capire agli altri chi fosse la cattiva essendo loro identiche, Mabel toglie il maglione ad Anti-Mabel, rivelando la sua maglietta e permettendo a Ford, liberatosi nel frattempo, di spedire Anti-Mabel nello spazio interdimensionale.

## Altri personaggi

### Quentin Trembley III
Sir Lord Quentin Trembley III, Illustrissimo è l'ottavo presidente e mezzo d'America e vero fondatore di Gravity Falls. Grazie agli indizi forniti nel Diario #3 viene ritrovato da Dipper e Mabel in un sotterraneo nel cimitero di Gravity Falls, congelato in un enorme blocco di croccante (che credeva avrebbe potuto tenerlo in vita in una sorta di stasi per almeno 150 anni, cosa effettivamente avvenuta). Durante il suo mandato, Trembley nominò sei neonati come membri della Corte suprema, dichiarò guerra ai pancake, abolì l'indosso delle braghe e proclamò legali i matrimoni tra picchi e umani. Andando a cavallo montandolo al contrario (a sua detta, per vedere dov'era già andato) cadde giù da un dirupo e casualmente si ritrovò nella vallata dove ora sorge Gravity Falls, città fondata dallo stesso Trembley. Alla fine "L'irrazionalità è un tesoro" regala a Dipper la Chiave Presidenziale, capace di aprire qualsiasi serratura, e nomina Mabel membro del Congresso. Non essendosi mai esaurito il suo mandato, tecnicamente è l'attuale Presidente degli Stati Uniti. Da quanto si può leggere nel libro "Dipper's and Mabel's Guide to Mystery and Nonstop Fun!" si scopre che durante il suo mandato nominò anche uno squalo martello come Ministro della Difesa, e che Trembley fu sollevato dalla carica quando tentò di mangiare la Casa Bianca.
Voce originale di Alex Hirsch

### Mermando
Mermando è un tritone che è stato pescato dal mare da un peschereccio e finito nella piscina di Gravity Falls per sbaglio cercando di tornare a casa. Lì incontrerà poi Mabel, innamorandosene. Mabel riesce a riportarlo nel mare e a salvarlo, e alla fine i due si baciano. Attualmente si è ricongiunto alla sua famiglia e manteneva una relazione a distanza con Mabel. Purtroppo per Mabel però, Mermando pur di evitare una guerra tra tritoni e lamantini ha dovuto sposarsi con la principessa dei lamantini, rompendo quindi con Mabel. Sa suonare la chitarra ed ha un accento spagnolo.
Voce originale di Matt Chapman

### Shandra Jimenez
Shandra Jimenez è una giornalista di Gravity Falls e cotta segreta per Toby il Mastino. Prende molto sul serio il proprio lavoro dato che si definisce una "vera giornalista".
Voce originale di Kari Wahlgren

### Abuelita
Abuelita è la nonna di Soos. Per Soos è come una madre dato che abita insieme a lei e nessun altro. Sembra essere un'anziana tranquilla ed ha una mania con la pulizia. Parla l'inglese e lo spagnolo.
Voce originale di Matt Chapman

### Cloni di Dipper
I cloni di Dipper sono dei doppi che Dipper crea nell'episodio "I sosia di Dipper" per pianificare un modo con cui sarebbe riuscito a parlare con Wendy durante la festa al Regno del Mistero. Sono tutti doppiati da Jason Ritter.
- Clone di Dipper #2/Tyrone: il primo clone fatto da Dipper. Una volta scoperto il "tradimento" di Dipper, si schiera con gli altri cloni ed è l'unico che rimane incolume dall'attivazione del sistema antincendio del Regno del Mistero. Alla fine dell'episodio, rendendosi conto che Dipper aveva ragione, parlerà apertamente con lui dicendogli di essere più sicuro di sé in futuro e di comportarsi naturalmente, per poi bere del succo e sciogliersi anche lui. Il vero Dipper lo ha soprannominato "Tyrone" poiché è il nome che egli stesso vorrebbe avere.
- Cloni di Dipper #3/Tracey e #4/Quattro: gli unici due cloni rimasti vivi dalle vicende dell'episodio "I sosia di Dipper". Avevano il compito di distrarre Robbie rubando la sua bici nel mezzo della festa al Regno del Mistero, scappando nel bosco per sfuggire al ragazzo. Si scopre nella copia fisica del Diario #3 che dopo esser tornati dal compito assistettero alla distruzione degli altri cloni e si rifugiarono nell'armadio di Dipper e Mabel. Dopo che Dipper si è confrontato con Tyrone, il ragazzino li sente e li scova, e i due cloni, in preda al panico, scappano da lui senza che Dipper possa spiegarsi, andandosi a rifugiare nei boschi: riappaiono infatti nella sigla di chiusura di "Oscurmageddon 3: Riprendiamoci Gravity Falls", dove vengono visti campeggiare nella foresta al riparo dalla pioggia.
- Cloni di Dipper dal #5 al #10: gli altri cloni fatti da Dipper nel suddetto episodio. Muoiono a causa del sistema antincendio del Regno del Mistero che, una volta attivatosi, li fa sciogliere (essendo loro fatti di carta). Nella copia fisica del Diario #3 si scopre che il clone #5 si chiama anche "Jeremy".

### Preston Northwest
Preston Northwest è il padre di Pacifica e marito di Priscilla Northwest. È ricco ed orgoglioso di essere un Northwest, e nell'episodio "Il mistero di Villa Northwest" si rivela essere più egoista e superficiale di quello che sembra in quanto, ai suoi occhi, tutti sono inferiori a lui. Nell'episodio "Oscurmageddon" propone a Bill di unirsi a lui nel dominio mondiale, ma questi declina dicendo di preferire di "rimescolare le funzionalità di tutti i suoi orifizi facciali"; cosa che Bill fa sfigurando orrendamente Preston. Ha in seguito riassunto le sue sembianze originali ma siccome aveva investito tutti i suoi soldi su Bill e sul suo progetto di dominio del mondo, la sua famiglia è andata in bancarotta e ha dovuto vendere la propria villa.
Voce originale di Nathan Fillion

### Priscilla Northwest
Priscilla Northwest è la madre di Pacifica e moglie di Preston Northwest. Come il marito, anche lei è orgogliosa di essere una Northwest ed è molto snob e scortese. Sembra rispettare molto severamente il galateo. Associandosi economicamente a Bill, la sua famiglia è andata in bancarotta e assieme al marito ha dovuto vendere la propria villa per salvare in qualche modo il loro patrimonio.
Voce originale di Kari Wahlgren

### Xyler e Craz
Xyler e Craz sono due personaggi fittizi del film preferito di Mabel intitolato "Il ragazzo ideale". Sono stati portati in vita da Bill Cipher grazie all'immaginazione di Mabel all'interno della mente di Stan. In seguito tornano in "Oscurmageddon 2: Fuga dalla realtà" dove sono cittadini di Mabelandia, la città dove l'estate ed il divertimento non finiscono mai creata da Mabel grazie ai poteri ottenuti nella bolla-prigione creata da Bill. Alla fine degli eventi del suddetto episodio pare siano sopravvissuti alla distruzione della bolla e diventati reali, ma dopo la disfatta di Bill alla fine di "Oscurmageddon 3: Riprendiamoci Gravity Falls" li si vede scomparire poiché frutto della fantasia di Mabel alimentato dalla magia del demone.
Voci originali di John Roberts (Xyler) e Greg Cipes (Craz)

### Hank
Hank è una comparsa che appare in diverse scene di sfondo. Egli è il primo personaggio ad apparire nello show, dove lo si è visto grigliare hamburger su di un barbecue.
Voce originale di Fred Tatasciore

### Tats
Tats è un tipo muscoloso, alto, di carnagione scura e con numerosi tatuaggi su tutto il corpo che di solito vanno ad identificare proprio la parte del corpo su cui sono stati fatti. È irascibile e lavora come buttafuori al locale Skull Fracture. Il suo nome è lo slang per la parola inglese "tattoos", "tatuaggi".
Voce originale di Kevin Michael Richardson

### Signor Poolcheck
Signor Poolcheck è il bagnino capo alla Piscina pubblica di Gravity Falls, anche se si comporta più come un istruttore e possiede una forza fisica immensa. Richiede dai suoi impiegati ordine e disciplina e ancor più rispetto delle regole dai bagnanti, e qualsiasi cosa che non segua i suoi schemi lo fa infuriare (distrugge il fischietto solo masticandolo). Tiene le chiavi della piscina nella protesi della sua mano destra.
Voce originale di Michael Rianda

### Tizio della pizza gratis
Il "tizio della pizza gratis": è un personaggio di sfondo in Gravity Falls. Di solito è visto mangiare la pizza ed è deluso quando Stan rompe la sua promessa di pizza gratis in "Cacciatori di teste".

### Signora Gleeful
Signora Gleeful è la madre di Gideon Gleeful e moglie di Bud Gleeful. Compare per la prima volta ne "Il piccolo Dipper" e poi in "Gideonland". Ha l'aspetto trascurato e sta sempre a passare l'aspirapolvere, e a causa di qualcosa è traumatizzata e stressata. Nell'episodio "La Società dell'Occhio di Tenebra" si riesce a distinguere il suo nome tra gli altri contenitori nella "Sala di ciò che è dimenticato", da cui si deduce il fatto che sia rimasta traumatizzata come McGucket dall'utilizzo eccessivo della macchina inventata da quest'ultimo.
Voce originale di Grey DeLisle

### Tate McGucket
Tater McGucket detto "Tate" è uno stoico lavoratore, ranger del Lago Gravity Falls ed è il figlio del vecchio McGucket. I suoi occhi sono sempre nascosti sotto il suo cappello e non dà molta importanza al padre. Pare essersi riappacificato con lui dopo la fine dell'Oscurmageddon, trasferendosi con lui dopo che ha acquistato Villa Northwest (da lui rinominata la "Capanna-ritrovo per musicisti folk di McGucket"). Nei contenuti extra di Gravity Falls: Lost Legends viene rivelato come in realtà, Tate sia un genio, avendo fatto segnare da bambino un punteggio talmente alto che la macchina per i SAT è esplosa, ed essendo inoltre capace di prevedere precisamente le fluttuazioni di mercato, il tempo meteorologico, ed i numeri della lotteria (tuttavia senza mai rivelare questi ultimi a nessuno né giocandoli lui stesso). 
Voce originale di Alex Hirsch

### Tad Marziano
Tad Marziano è un residente di Gravity Falls, vestito in abiti da ufficio e - ironicamente - è la persona più normale della città. Gli piace il pane. Introdotto in "Un nuovo sindaco per Gravity Falls", Tad è definito da Soos come un vero e proprio "quadrato" (cosa riferita anche al suo nome in originale, Tad Square).
Voce originale di Cecil Baldwin

### Ivan il Tenebroso
Ivan "il Tenebroso" Wexler è l'ex-leader della Società dell'Occhio di Tenebra. È calvo, con il volto scheletrico e presenta dei tatuaggi sul cranio a rappresentare le zone nelle quali la mente e le funzioni psichiche si suddividevano secondo la frenologia e una croce rossa a sbarrare il suo occhio destro, questo di una colorazione stranamente rosastra e presupponibilmente dotato di una capacità visiva inferiore alla norma - e presumibilmente da questo deriva il suo nome in inglese, ossia "Blind Ivan" che significa "Ivan il cieco". Il suo nome si riferisce anche al modo di dire inglese  "to turn a blind eye", che vuol dire l'ignorare volontariamente informazioni sgradite o disturbanti: "Blind Ivan" infatti suona in maniera simile a "blind eye". Non si fida di nessuno che sia al di fuori della Società e preferisce dimenticare le emozioni spiacevoli come il senso di colpa piuttosto che affrontarle, usando spesso la pistola cancella-memoria per farlo. A quanto pare la sua vita orbitava totalmente attorno alla Società, a tal punto che dimentica perfino il suo nome quando gli vengono cancellati tutti i ricordi riguardo ad essa. Attualmente è diventato un suonatore di banjo errante di nome, come suddetto, Toot-toot McBumbersnazzle, che vaga per il mondo col solo sogno di suonare e rendere felici le altre persone. Nella copia fisica del Diario #3 si scopre che lavorava come addetto alla ruota panoramica di un luna park e che venne contattato da McGucket in persona per aiutarlo a dimenticare ciò che lo affliggeva (ovvero l'essere preso in giro per i suoi tatuaggi).
Voce originale di Peter Serafinowicz

#### Società dell'Occhio di Tenebra
Una società segreta fondata da McGucket per far dimenticare alle persone cose che volevano dimenticare, e in particolare proteggere i cittadini di Gravity Falls dall'incontro con strani fenomeni o creature col presupposto di aiutarle a stare meglio. Di questa società facevano parte McGucket, Ivan il Tenebroso, Toby il Mastino, Buddy Gleeful, l'uomo che ha sposato un picchio visto ne "L'irrazionalità è un tesoro", Tats, Sprott e altri quattro membri di cui tre uomini ed uno donna: tutti i membri della Società volevano dimenticare qualcosa che li affliggeva fortemente nella vita, e impegnandosi affinché nessuno dovesse più farlo. Il nome in inglese (Blind Eye Society) ed il suo logo (un occhio sbarrato da una grande "X" rossa) è riferito al modo di dire inglese "to turn a blind eye", che vuol dire l'ignorare volontariamente informazioni sgradite o disturbanti: da notare anche come il nome originale del capo della Società, Ivan (ovvero "Blind Ivan") faccia riferimento a questo modo di dire in quanto il suo nome in inglese suona molto come "blind eye"; inoltre il suo occhio destro ha la pupilla stranamente rossastra ed ha tatuato sopra una croce rossa